# Pseudomma lamellicaudum
Pseudomma lamellicaudum är en kräftdjursart som beskrevs av Murano 1974. Pseudomma lamellicaudum ingår i släktet Pseudomma och familjen Mysidae. Inga underarter finns listade i Catalogue of Life.